# Biakmonark
Biakmonark (Symposiachrus brehmii) är en fågel i familjen monarker som enbart förekommer på en enda ö i Indonesien.

## Utseende och läten
Biakmonarken är en 17 cm, praktfull monark i svart, vitt och ljusgult. Den är svart eller mörkbrun på huvud, mantel, strupe, vingar och centrala stjärtpennor, och vit på nedre delen av bröstset och buken, övergumpen, yttre stjärtpennorna och i en fläck på vingen. Varierande inslag av gulvit på huvud och bröst kan vara köns- eller åldersvariationer. Lätet består av korta, raspande ljud.

## Utbredning och systematik
Fågeln förekommer enbart på ön Biak utanför nordvästra Nya Guinea. Den placerades liksom många andra monarkarter i släktet Monarcha, men genetiska studier visar att den endast är avlägset släkt och bryts nu tillsammans med ett stort antal andra arter ut till släktet Symposiachrus. Den behandlas som monotypisk, det vill säga att den inte delas in i några underarter.

## Status

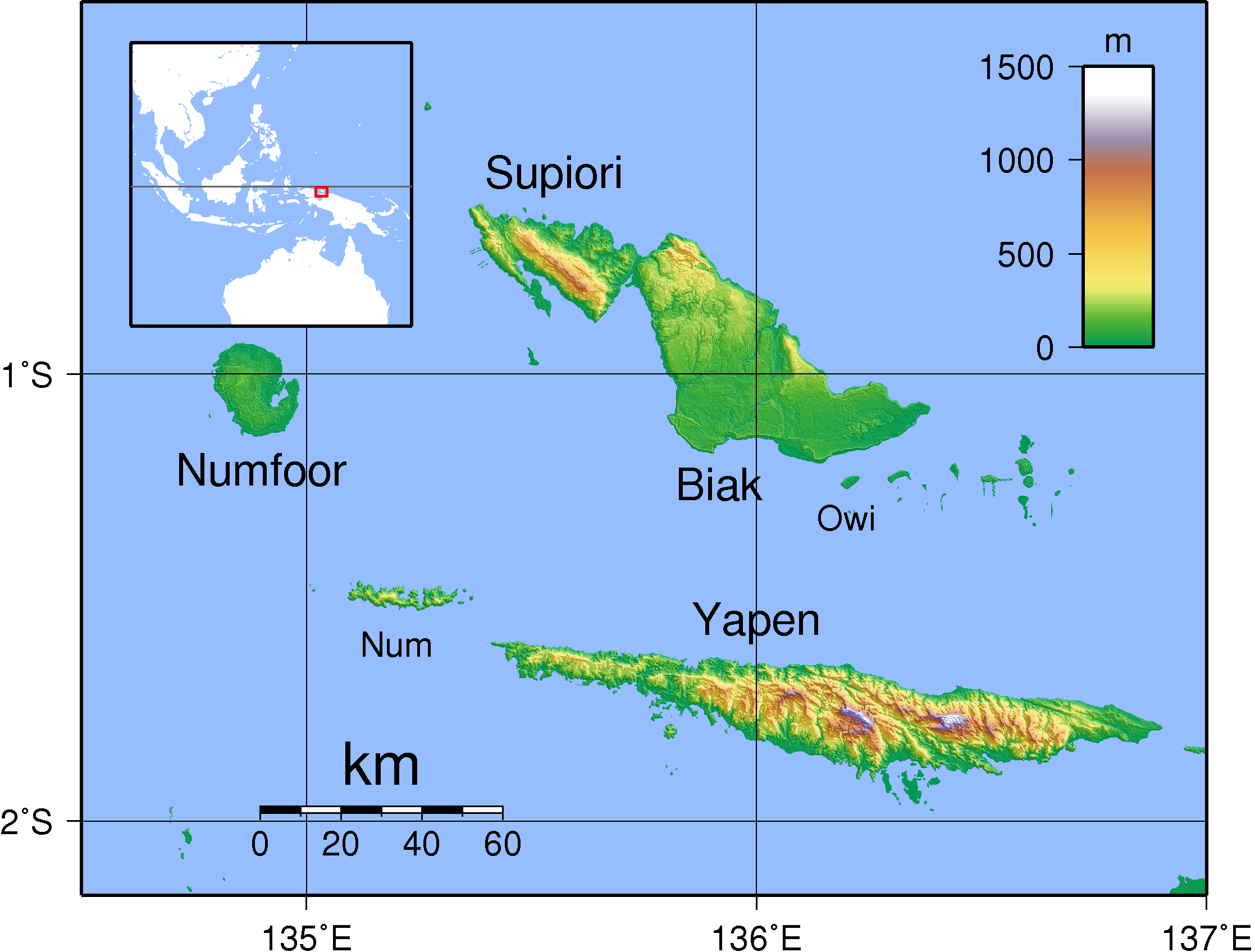
Biak med närliggande öar.

Biakmonarken har ett begränsat utbredningsområde och tros minska i antal till följd av skogsavverkningar. Internationella naturvårdsunionen IUCN kategoriserar arten som nära hotad. Beståndet uppskattas till mellan 20 000 och 80 000 vuxna individer.